# BAFL Elite Division 2021
La BAFL Elite Division 2021 è la 34ª edizione del campionato di football americano di primo livello, organizzato dalla BAFL.
Il 19 luglio è sta affidata ai Limburg Shotguns l'organizzazione del Belgian Bowl.
Il calendario è stato rivisto in seguito al ritiro dei Charleroi Coal Miners e dei Liège Monarchs.

## Squadre partecipanti
| Club                     | Città     | Stadio | Sponsor ufficiale | Risultato nella stagione 2020 |
| ------------------------ | --------- | ------ | ----------------- | ----------------------------- |
| Brussels Black Angels    | Bruxelles |        |                   |                               |
| Brussels Tigers          | Bruxelles |        |                   |                               |
| ( Charleroi Coal Miners) | Charleroi |        |                   |                               |
| Ghent Gators             | Gand      |        |                   |                               |
| Izegem Tribes            | Izegem    |        |                   |                               |
| ( Liège Monarchs)        | Liegi     |        |                   |                               |
| Limburg Shotguns         | Beringen  |        |                   |                               |

## Stagione regolare

### Calendario

#### Prima versione

##### 1ª giornata
| Evere 27 agosto 2021, ore 14:00 | Brussels Tigers | - – - | Brussels Black Angels | Complexe Sportif d'Evere |

| Liegi 28 agosto 2021 | Liège Monarchs | - – - | Izegem Tribes |  |

| Roux 29 agosto 2021, ore 14:00 | Charleroi Coal Miners | - – - | Ghent Gators | Complexe Sportif de Roux |

##### 2ª giornata
| Beringen 11 settembre 2021 | Limburg Shotguns | - – - | Ghent Gators | Shotgun Field |

| Evere 12 settembre 2021, ore 14:00 | Brussels Tigers | - – - | Liège Monarchs | Complexe Sportif d'Evere |

| Izegem 12 settembre 2021, ore 14:00 | Izegem Tribes | - – - | Charleroi Coal Miners | Izegem Tribes Homefield |

##### 3ª giornata
| Izegem 25 settembre 2021 | Izegem Tribes | - – - | Brussels Tigers | Izegem Tribes Homefield |

| Liegi 26 settembre 2021, ore 14:00 | Liège Monarchs | - – - | Charleroi Coal Miners | Plaine De Cointe |

| Beringen 26 settembre 2021, ore 14:00 | Limburg Shotguns | - – - | Brussels Black Angels | Shotgun Field |

##### 4ª giornata
| Roux 9 ottobre 2021 | Charleroi Coal Miners | - – - | Limburg Shotguns | Complexe Sportif de Roux |

| Sint-Denijs-Westrem 10 ottobre 2021, ore 12:00 | Brussels Black Angels | - – - | Izegem Tribes |  |

| Sint-Denijs-Westrem 10 ottobre 2021, ore 15:00 | Ghent Gators | - – - | Liège Monarchs |  |

##### 5ª giornata
| 23 ottobre 2021 | Brussels Black Angels | - – - | Liège Monarchs |  |

| Evere 24 ottobre 2021, ore 14:00 | Brussels Tigers | - – - | Limburg Shotguns | Complexe Sportif d'Evere |

| Izegem 24 ottobre 2021, ore 14:00 | Izegem Tribes | - – - | Ghent Gators | Izegem Tribes Homefield |

##### 6ª giornata
| Sint-Denijs-Westrem 6 novembre 2021 | Ghent Gators | - – - | Brussels Black Angels |  |

| Roux 7 novembre 2021, ore 14:00 | Charleroi Coal Miners | - – - | Brussels Tigers | Complexe Sportif de Roux |

| Beringen 7 novembre 2021, ore 14:00 | Limburg Shotguns | - – - | Izegem Tribes | Shotgun Field |

##### 7ª giornata
| Liegi 21 novembre 2021, ore 14:00 | Brussels Black Angels | - – - | Charleroi Coal Miners | Plaine De Cointe |

| Liegi 21 novembre 2021, ore 14:00 | Liège Monarchs | - – - | Limburg Shotguns | Plaine De Cointe |

| Sint-Denijs-Westrem 21 novembre 2021, ore 14:00 | Ghent Gators | - – - | Brussels Tigers |  |

#### Versione definitiva

##### 1ª giornata
| Evere 27 agosto 2021, ore 14:00 | Brussels Tigers | 6 – 22 | Brussels Black Angels | Complexe Sportif d'Evere |

##### 2ª giornata
| Beringen 11 settembre 2021, ore 19:00 | Limburg Shotguns | 47 – 6 | Ghent Gators | Shotgun Field |

##### 3ª giornata
| Izegem 25 settembre 2021, ore 19:00 | Izegem Tribes | 40 – 0 | Ghent Gators | Izegem Tribes Homefield |

| Beringen 25 settembre 2021, ore 19:00 | Limburg Shotguns | 27 – 6 | Brussels Black Angels | Shotgun Field |

##### 4ª giornata
| Sint-Denijs-Westrem 10 ottobre 2021, ore 14:00 | Ghent Gators | 0 – 50 (a tavolino) | Brussels Black Angels |  |

| Evere 10 ottobre 2021, ore 14:00 | Brussels Tigers | 0 – 40 | Izegem Tribes | Complexe Sportif d'Evere |

##### 5ª giornata
| Berchem-Sainte-Agathe 23 ottobre 2021, ore 19:00 | Brussels Black Angels | 31 – 8 | Izegem Tribes |  |

| Evere 24 ottobre 2021, ore 14:00 | Brussels Tigers | 15 – 37 | Limburg Shotguns | Complexe Sportif d'Evere |

##### 6ª giornata
| Izegem 6 novembre 2021, ore 19:00 | Izegem Tribes | 0 – 36 | Limburg Shotguns | Izegem Tribes Homefield |

| Sint-Denijs-Westrem 7 novembre 2021, ore 14:00 | Ghent Gators | 18 – 36 | Brussels Tigers |  |

### Classifica
La classifica della regular season è la seguente:
- PCT = percentuale di vittorie, G = partite giocate, V = partite vinte,  P = partite perse, PF = punti fatti, PS = punti subiti

| Pos. | Squadra               | PCT   | G | V | N | P | PF  | PS  |
| ---- | --------------------- | ----- | - | - | - | - | --- | --- |
| 1    | Limburg Shotguns      | 1.000 | 4 | 4 | 0 | 0 | 147 | 27  |
| 2    | Brussels Black Angels | .750  | 4 | 3 | 0 | 1 | 109 | 41  |
| 3    | Izegem Tribes         | .500  | 4 | 2 | 0 | 2 | 88  | 67  |
| 4    | Brussels Tigers       | .250  | 4 | 1 | 0 | 3 | 57  | 117 |
| 5    | Ghent Gators          | .000  | 4 | 0 | 0 | 4 | 24  | 173 |
| -    | Charleroi Coal Miners | .000  | 0 | 0 | 0 | 0 | 0   | 0   |
| -    | Liège Monarchs        | .000  | 0 | 0 | 0 | 0 | 0   | 0   |

## Playoff

### Tabellone
|  | Semifinali | Semifinali            | Semifinali |                       |          | XXXIII Belgian Bowl | XXXIII Belgian Bowl | XXXIII Belgian Bowl |  |
|  |            |                       |            |                       |          |                     |                     |                     |  |
|  | 1          | Limburg Shotguns      | 14         |                       |          |                     |                     |                     |  |
|  | 1          | Limburg Shotguns      | 14         |                       |          |                     |                     |                     |  |
|  | 4          | Brussels Tigers       | 0          |                       |          |                     |                     |                     |  |
|  | 4          | Brussels Tigers       | 0          |                       | 1        | Limburg Shotguns    | 50                  |                     |  |
|  |            |                       |            |                       | 1        | Limburg Shotguns    | 50                  |                     |  |
|  |            |                       | 2          | Brussels Black Angels | 0 d.g.s. |                     |                     |                     |  |
|  | 2          | Brussels Black Angels | 2          | Brussels Black Angels | 0 d.g.s. | 19                  |                     |                     |  |
|  | 2          | Brussels Black Angels |            |                       |          |                     |                     |                     |  |
|  | 3          | Izegem Tribes         | 8          |                       |          |                     |                     |                     |  |

### Semifinali
| 13 novembre 2021 | Limburg Shotguns | 14 – 0 (partita interrotta) | Brussels Tigers |  |

| 14 novembre 2021 | Brussels Black Angels | 19 – 8 | Izegem Tribes |  |

### XXXIII Belgian Bowl
| Beringen 27 novembre 2021, ore 13:00 | Limburg Shotguns | 50 – 0 (a tavolino) | Brussels Black Angels | Mijnstadion |